# Spätkapitalismus
Spätkapitalismus bezeichnet ebenso wie Frühkapitalismus in der Wirtschaftsgeschichte und Gesellschaftsgeschichte eine zeitliche Einordnung für die Periode der betreffenden Wirtschafts- und Gesellschaftsstruktur. Der Begriff wurde zu Beginn des 20. Jahrhunderts vom deutschen Soziologen Werner Sombart geprägt.

## Geschichte
Die für den Marxismus-Leninismus vor dem Ersten Weltkrieg konzipierte Imperialismustheorie von W. I. Lenin hatte das monopolistische Stadium des Kapitalismus mit Imperialismus gleichgesetzt. Demgegenüber hat Ernest Mandel „Spätkapitalismus“ als Leitbegriff verwendet, um die neuere Entwicklung nach dem Zweiten Weltkrieg zu charakterisieren: die verkürzte Umschlagzeit des fixen Kapitals und damit der Zwang zur Wirtschaftsprogrammierung und zu Lohnleitlinien, eine Tendenz zur permanenten technologischen Erneuerung auf Grundlage der dritten technologischen Revolution, eine Tendenz zur permanenten Inflation, vor allem zur Kreditgeldinflation, der Übergang vom Kolonialismus zur indirekten „neokolonialen“ Beherrschung der armen Länder, wobei die Rolle des Kapitalexports gegenüber den Mechanismen des ungleichen Tauschs auf dem Weltmarkt zurücktritt, „technologische Renten“ als wichtigste Quelle für die monopolistischen Extraprofite.
Auch die Frankfurter Schule verwendete diesen Begriff für den nachliberalen, monopolistischen Kapitalismus, zum Beispiel in dem Kulturindustrie-Kapitel der Dialektik der Aufklärung und in Theodor W. Adornos Minima Moralia. Herbert Marcuse spricht im Untertitel seines Eindimensionalen Menschen hingegen noch von „fortgeschrittener Industriegesellschaft“, in späteren Veröffentlichungen aber auch vom Spätkapitalismus.
Das administrative System ist laut Jürgen Habermas auf die Funktionslücken des Marktes fokussiert, um den Fortbestand des Kapitalismus zu stützen. Der Staatseingriff wird zur politischen Schlüsselfrage des Spätkapitalismus. Eine entscheidende Änderung der Produktionsverhältnisse ist die Zunahme konzertierter Aktion. Darunter versteht Habermas zweckorientierte Koalitionen zwischen Unternehmensverbänden und Gewerkschaften, die die Omnipräsenz der kapitalistischen Funktionalität vergegenwärtigen.
Der Terminus „Spätkapitalismus“ stand noch beim Frankfurter Soziologentag (Spätkapitalismus oder Industriegesellschaft?) 1968 im Vordergrund. René König fand es ein wenig paradox, dass der Ausdruck „Spätkapitalismus“ innerhalb der westdeutschen Soziologie gerade dann an Boden gewann, als er im sozialistischen Lager schon an Bedeutung eingebüßt hatte. In Wahrheit sei mit all diesen Begriffen, denen andere angeschlossen werden könnten, nichts gewonnen, da sie allesamt aus der Perspektive von gestern die von morgen zu umschreiben suchen.

## Einzelbelege
1. 1 2  René König: Gesellschaftliches Bewusstsein und Soziologie. Eine spekulative Überlegung. In: Günther Lüschen (Hrsg.): Deutsche Soziologie seit 1945. Entwicklungsrichtungen und Praxisbezug. Westdeutscher Verlag Opladen 1979. ISBN 3-531-11479-4. S. 358
2. ↑  Manuel Kellner: Zur Aktualität von Mandels marxistischer Kapitalismuskritik. In: Ernest Mandel: Marxistische Wirtschaftstheorie. Schriften 1. Neuer ISP Verlag GmbH, Köln-Karlsruhe Neuausgabe 2007. ISBN 978-3-89900-115-0. S. I-XI
3. ↑  Theodor W. Adorno (Hrsg.): Spätkapitalismus oder Industriegesellschaft. Verhandlungen des 16. Deutschen Soziologentages. Stuttgart 1969